# 沟囊薹草
沟囊薹草（学名：Carex canaliculata），为莎草科薹草属下的一个种，是中国的特有植物。分布在中国大陆的四川西部、云南等地，生长于海拔2,500米的地区，多生于山坡林下，目前尚未由人工引种栽培。

## 扩展阅读
維基物種上的相關：沟囊薹草